# Saturday Night Lotion
Saturday Night Lotion - album studyjny brytyjskiego zespołu Plump DJs, wydany w 2005 roku przez Finger Lickin' Records.

## lista utworów
1. A Plump Lesson 1:22
2. Shiver (Plump DJs Mix) 3:53 (Lee Coombs)
3. Dr. Dub 5:25
4. Bullet Train 	5:07
5. Smartbomb 2:25 (Sole Claw)
6. Smells Like Naples 4:21 (Madox)
7. Acid Hustle 5:56
8. The Rub Off 3:53
9. Soul Vibrates 4:02
10. a Foxy Moron 4:46 (Soul Of Man) 
b Salty (Accapella) (Dylan Rhymes) (feat. - Katherine Ellis)
11. Redshift 2:56
12. Pressure 5:13
13. Push Up (Plump DJs Mix) 4:38 (Freestylers)
14. Hell Up In Harlem 4:32
15. Twister 3:17 (Drumattic Twins)
16. Screwball 5:04
17. Get Kinky 5:18

- autorami wszystkich ścieżek z wyjątkiem wymienionych są Andy Gardner i Lee Rous.

## edycja na płytach winylowych
Wydanie 2xLP zawierało zredukowaną listę utworów:

A Screwball 
B1 Hell Up In Harlem 
B2 Soul Vibrates 
C1 Foxy Moron 
C2 Bullet Train 
D1 Get Kinky 
D2 Twister